# فرانچسکو دی تاکیو
فرانچسکو دی تاکیو (انگلیسی: Francesco Di Tacchio؛ زادهٔ ۲۰ آوریل ۱۹۹۰) بازیکن فوتبال اهل ایتالیا است.
از باشگاه‌هایی که در آن بازی کرده‌است می‌توان به باشگاه فوتبال پروجا، باشگاه فوتبال آسکولی، باشگاه فوتبال فیورنتینا، باشگاه فوتبال ویرتوس انتلا، باشگاه فوتبال فروزینونه، باشگاه فوتبال پیزا، و باشگاه فوتبال یووه استابیا اشاره کرد.
وی همچنین در تیم ملی فوتبال Italy U20 بازی کرده‌است.